# 小澤典明
小澤 典明 (おざわ のりあき) は、日本の経済産業官僚。

## 人物・経歴
1989年京都大学大学院修了。通商産業省入省後、資源エネルギー庁原子力立地・核燃料サイクル産業課長、2016年資源エネルギー政策調整官、2019年大臣官房技術総括・保安審議官、2020年大臣官房政策立案総括審議官兼首席エネルギー・地域政策統括調整官、2022年資源エネルギー庁次長兼首席エネルギー・地域政策統括調整官。2023年辞職。